# Бриляково
Бриляково (рос. Бриляково) — село в Городецькому районі Нижньогородської області Російської Федерації.
Населення становить 826 осіб. Входить до складу муніципального утворення Бриляковська сільрада.

## Історія
Від 2009 року входить до складу муніципального утворення Бриляковська сільрада.

## Населення
| 2002 | 2010 |
| ---- | ---- |
| 886  | ↘826 |